# 콜드 (주스)
콜드(COLD)는 롯데칠성음료에서 1997년 시판된 냉장주스이다. 오렌지/포도/토마토 주스는 델몬트 상호를 사용하며, 제주감귤은 롯데 상호를 사용한다. 냉장주스시장의 시장점유율 60%이상 차지하고 있다.

## 특징
- 자외선을 차단하는 테트라탑 팩을 사용하여, 7℃ 이하의 신선온도를 유지하는 냉장차량을 이용한 콜드체인시스템을 이용